# Seven de Sudáfrica 2002
El Seven de Sudáfrica de 2002 fue la cuarta edición del torneo sudafricano de rugby 7, fue el segundo torneo de la temporada 2002-03 de la Serie Mundial Masculina de Rugby 7.
Se disputó en la instalaciones del Outeniqua Park de George.

## Fase de grupos

### Grupo A
| Equipo        | Encuentros | Encuentros | Encuentros | Encuentros | Tantos  | Tantos    | Tantos     | Puntos |
| Equipo        | jugados    | ganados    | empatados  | perdidos   | a favor | en contra | diferencia | Puntos |
| ------------- | ---------- | ---------- | ---------- | ---------- | ------- | --------- | ---------- | ------ |
| Nueva Zelanda | 3          | 3          | 0          | 0          | 96      | 14        | 82         | 9      |
| Argentina     | 3          | 2          | 0          | 1          | 71      | 37        | 34         | 7      |
| Zambia        | 3          | 1          | 0          | 2          | 19      | 87        | -68        | 5      |
| Italia        | 3          | 0          | 0          | 3          | 26      | 74        | -48        | 3      |

Nota: Se otorgan 3 puntos al equipo que gane un partido, 2 al que empate y 1 al que pierda

### Grupo B
| Equipo     | Encuentros | Encuentros | Encuentros | Encuentros | Tantos  | Tantos    | Tantos     | Puntos |
| Equipo     | jugados    | ganados    | empatados  | perdidos   | a favor | en contra | diferencia | Puntos |
| ---------- | ---------- | ---------- | ---------- | ---------- | ------- | --------- | ---------- | ------ |
| Australia  | 3          | 3          | 0          | 0          | 68      | 40        | 28         | 9      |
| Inglaterra | 3          | 2          | 0          | 1          | 52      | 36        | 16         | 7      |
| Francia    | 3          | 1          | 0          | 2          | 51      | 46        | 5          | 5      |
| Namibia    | 3          | 0          | 0          | 3          | 28      | 77        | -49        | 3      |

### Grupo C
| Equipo    | Encuentros | Encuentros | Encuentros | Encuentros | Tantos  | Tantos    | Tantos     | Puntos |
| Equipo    | jugados    | ganados    | empatados  | perdidos   | a favor | en contra | diferencia | Puntos |
| --------- | ---------- | ---------- | ---------- | ---------- | ------- | --------- | ---------- | ------ |
| Fiyi      | 3          | 3          | 0          | 0          | 54      | 24        | 30         | 9      |
| Samoa     | 3          | 2          | 0          | 1          | 58      | 14        | 34         | 7      |
| Canadá    | 3          | 1          | 0          | 2          | 36      | 41        | -5         | 5      |
| Marruecos | 3          | 0          | 0          | 3          | 5       | 74        | -69        | 3      |

### Grupo D
| Equipo        | Encuentros | Encuentros | Encuentros | Encuentros | Tantos  | Tantos    | Tantos     | Puntos |
| Equipo        | jugados    | ganados    | empatados  | perdidos   | a favor | en contra | diferencia | Puntos |
| ------------- | ---------- | ---------- | ---------- | ---------- | ------- | --------- | ---------- | ------ |
| Sudáfrica     | 3          | 3          | 0          | 0          | 87      | 31        | 56         | 9      |
| Kenia         | 3          | 2          | 0          | 1          | 85      | 21        | 64         | 7      |
| Gales         | 3          | 1          | 0          | 2          | 36      | 52        | -16        | 5      |
| Golfo Pérsico | 3          | 0          | 0          | 3          | 12      | 116       | -104       | 3      |

## Fase Final

### Cuartos de final
| 14 de diciembre | Fiyi | 35 - 21 | Kenia |  |  |

| 14 de diciembre | Australia | 22 - 5 | Argentina |  |  |

| 14 de diciembre | Nueva Zelanda | 19 - 7 | Inglaterra |  |  |

| 14 de diciembre | Sudáfrica | 17 - 12 | Samoa |  |  |

### Semifinal
| 14 de diciembre | Fiyi | 31 - 14 | Australia |  |  |

| 14 de diciembre | Nueva Zelanda | 28 - 24 | Sudáfrica |  |  |

### Final
| 14 de diciembre | Fiyi | 24 - 14 | Nueva Zelanda |  |  |

| Bandera de Fiyi        |
| Campeón Fiyi           |
| 1º título del circuito |